# اکسل یانس
اکسل یانس (انگلیسی: Axel Janse؛ ۱۸ مارس ۱۸۸۸ – ۱۸ اوت ۱۹۷۳) ژیمناست هنری اهل سوئد بود.
وی در مسابقات کشوری و بین‌المللی در مجموع برندهٔ ۱ مدال طلا شده‌است.